# 朱翊鐖
堂邑端順王朱翊鐖（16世紀—1588年），明朝德藩唯一一代堂邑王，德恭王朱載墱的庶第二子。

## 生平
嘉靖三十八年（1559年）十月，封堂邑王。
萬曆十六年（1588年），朱翊鐖去世，諡號端順。因朱翊鐖無子，堂邑王的封爵被廢除。

## 家庭

### 妻
- 李氏，義官李倫女，嘉靖四十五年（1566年）四月冊為堂邑王妃[3]。